# Claude Vivier

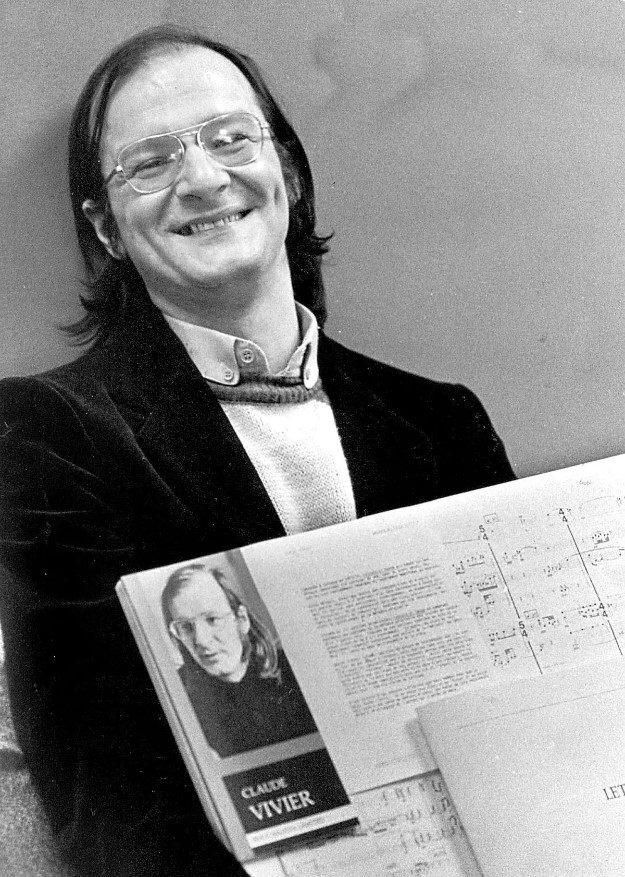
Claude Vivier (1980)

Claude Vivier (* 14. April 1948 in Montréal; † 7. März 1983 in Paris) gilt als einer der bedeutendsten kanadischen Komponisten des 20. Jahrhunderts.

## Leben
Claude Vivier wurde am 14. April 1948 in Montréal als Sohn unbekannter Eltern geboren, mit drei Jahren adoptiert und katholisch erzogen. Zunächst strebte er das Priesteramt an. Vom Priesterseminar wurde er allerdings mit 18 Jahren wegen „mangelnder Reife“ verwiesen.
1967–1971 studierte er am Conservatoire de Musique de Montréal bei Gilles Tremblay (Komposition) und Irving Heller (Klavier). Anschließend kam er nach Europa, wo er am Institut für Sonologie der Universität Utrecht bei Gottfried Michael Koenig sowie in Köln bei Karlheinz Stockhausen an der Hochschule für Musik Köln studierte sowie bei Hans Ulrich Humpert.
1973 kehrte er nach Kanada zurück. In der Folge unternahm er längere Reisen nach Asien (Japan, Bali) und in den Nahen Osten (Iran), die ästhetische Konsequenzen für sein Denken und Komponieren hatten. 1982 übersiedelte er nach Paris.
In der Nacht vom 7. zum 8. März 1983 wurde Vivier im Alter von 34 Jahren in seiner Wohnung umgebracht. Als Mörder wurde ein 19-jähriger Prostituierter verurteilt.
Viviers Werk ist vornehmlich von biographischen Zügen wie seiner unbekannten Familienherkunft, der Suche nach der Mutter, seiner Homosexualität und seinen religiösen Bekenntnissen geprägt.

## Werke (Auswahl)
- 1968: Ojkawa für Sopran, Klarinette und Schlagzeug
- 1968: Quatuor à cordes no.1 für Streichquartett
- 1969, überarbeitet 1976: Prolifération für Klavier, Schlagzeug und Ondes Martenot
- 1970–1971: Hiérophanie für Sopran und Ensemble
- 1971: Musik für das Ende für zwanzig Sänger, die auch Schlaginstrumente spielen
- 1972: Hommage: Musique pour un vieux Corse triste für Tonband (28')
- 1972: Untitled für Tonband (35')
- 1972: Woyzeck für Tonband (20')
- 1972: Deva et Asura für 20 Instrumente
- 1972: Désintégration Originalversion für zwei Klaviere
- 1972–1973: Chants für sieben Frauenstimmen
- 1973: O! Kosmos für Sopran und Chor
- 1974: Jesus erbarme dich für Chor und Sopran
- 1974: Désintégration überarbeitete Fassung für zwei Klaviere und sechs Streicher (mit optionalem Tonband)
- 1974: Lettura di Dante für Sopran und Kammerensemble
- 1975: Liebesgedichte für SATB Solisten und Ensembles
- 1975: Hymnen an die Nacht für Sopran und Klavier
- 1975: Pianoforte für Klavier
- 1975: Pièce pour violon et clarinette für Violine und Klarinette
- 1975: Improvisation pour basson et piano für Fagott und Klavier
- 1975: Pièce pour flûte et piano für Flöte und Klavier
- 1975: Pièce pour violon et piano für Violine und Klavier
- 1975: Pièce pour violoncelle et piano für Violoncello und Klavier
- 1975: Pour guitare für Gitarre
- 1976: Siddhartha für Orchester
- 1976: Learning für vier Violinen und Schlagzeug
- 1977: Pulau Dewata für Ensemble aus Tasteninstrumenten oder andere Instrumente
- 1977: Shiraz für Klavier
- 1977: Journal für Chor, einen Schlagzeuger und vier Solostimmen
- 1977: Love Songs für vier Frauen- und drei Männerstimmen a cappella
- 1977: Les Communiantes für Orgel
- 1977: Nanti Malam für sieben Stimmen
- 1978: Paramirabo für Flöte, Violine, Violoncello und Klavier
- 1978: Greeting Music für Klavier, Flöte, Oboe, Violoncello und Schlagzeug
- 1978–1979: Kopernikus: opéra-rituel de mort / Oper in zwei Akten für zwei Soprane, Mezzosopran, Tenor, Bariton, Bass, Oboe, drei Klarinetten, Trompete, Posaune, Violine und Stereo-Tonband
- 1979: Orion für großes Orchester
- 1980: Lonely Child für Sopran und Orchester
- 1980: Zipangu für Streichorchester
- 1980: Cinq chansons für Schlagzeug
- 1981: Bouchara für Solo-Sopran, Bläserquintett, Streichquintett, Schlagzeug und Tonband
- 1981: Prologue pour un Marco Polo für fünf Stimmen und Ensemble
- 1981: Samarkand für Klavier und Bläserquintett
- 1981: Wo bist du Licht! für Mezzosopran, Schlagzeug, zwanzig Streicher und Tonband
- 1981: Et je reverrai cette ville étrange für gemischtes Ensemble
- 1982: Trois Airs pour un opéra imaginaire für Sopran und Ensemble
- 1983: Glaubst du an die Unsterblichkeit der Seele für drei Synthesizer, Schlagzeug und zwölf Stimmen

## Diskografie
- Prologue pour un Marco Polo für fünf Stimmen und Ensemble (1981), Bouchara für Solo-Sopran, Bläserquintett, Streichquintett, Schlagzeug und voraufgezeichneten Kassette (1981), Zipangu für Streichorchester (1980), Lonely Child für Sopran und Orchester (1980). Schönberg ensemble, Asko ensemble, Dirigent: Reinbert de Leeuw. Susan Narucki, Alison Wells, Helena Rasker, Peter Hall, James Ottaway, Harry van der Kamp, Johan Leysen. CD Philips 454 231-2
- Orion für großes Orchester (1979), Siddhartha für Orchester (1976), Cinq chansons für Solo-Schlagzeuger spielen balinesischen Instrumente (1980). WDR Sinfonieorchester Köln, Dirigent: Peter Rundel. Christian Dierstein, Schlagzeug. CD Kairos KAI0012472.
- Wo bist du Licht! für Mezzosopran, Schlagzeug, zwanzig Saiten und Band (1981), Greeting Music für Klavier, Flöte, Oboe, Violoncello und Schlagzeug (1978), Bouchara für Solo-Sopran, Bläserquintett, Streichquintett, Schlagzeug und voraufgezeichneten Kassette (1981), Trois Airs pour un opéra imaginaire für Sopran und Ensemble (1982). Société de musique contemporaine du Québec (SMCQ), Dirigent: Walter Boudreau, Marie-Annick Béliveau (Mezzosopran), Marie-Danielle Parent (Sopran), Ingrid Schmithusen (Sopran). CD ATMA Classique ACD22252.
- Chants für sieben Frauenstimmen (1972–1973), Jesus erbarme dich für Chor und Sopran (1973), Love Songs für vier Frauen und drei Männer, a cappella (1977), Journal für Chor, ein Perkussionist und vier Solostimmen (1977). Ensemble Solistes XXI, Dirigent: Rachid Safir. 2 CD Soupir S206-NT103.
- Shiraz für Klavier (1977), Pianoforte für Klavier (1975), Désintégration für zwei Klaviere, (1972). Kristi Becker, Ursula Kniehs, Klaviere. CD Pianovox PIA 529-2.
- Shiraz für Klavier (1977). Jenny Lin, Klavier. Koch International Classics KIC-CD-7670
- Kopernikus: Rituel de la Mort Oper in zwei Akten (1979). Opera Factory Freiburg, Holst-Sinfonietta, Dirigent: Klaus Simon. CD Bastille Musique 1.
- Kopernikus: Rituel de la Mort Oper in zwei Akten (1979) (DVD 1), Prologue pour un Marco Polo für fünf Stimmen und Ensemble (1981), Shiraz für Klavier (1977), Lonely Child für Sopran und Orchester (1980), Zipangu für Streichorchester (1980), Wo bist du Licht! für Mezzosopran, Schlagzeug, zwanzig Saiten und Band (1981), Glaubst du an die Unsterblichkeit der Seele für drei Synthesizer, Schlagzeug und zwölf Stimmen (unvollendet) (1983) DVD 2. Asko Ensemble; Schönberg Ensemble, Dirigent: Reinbert de Leeuw. 2 DVD Opus Arte OA0943D.

## Rezeption
Der Komponist Marko Nikodijević schrieb mit Vivier (Untertitel: Nachtprotokoll) eine Kammeroper über Claude Vivier, in der dieser eine Oper über Tschaikowski komponieren möchte, ihm aber „kein Ton in den Sinn“ kommt. Gunter Geltinger verfasste das Libretto, welches in sechs Stationen Viviers Leben und Werk beleuchtet.

## Biografie
- Gilmore, Bob, Claude Vivier: A Composer's Life, Eastman Studies in Music. University of Rochester Press, Rochester, New York 2014, ISBN 978-1-58046-485-7 ( Englische Sprache)